# Mistrzostwa Świata w Piłce Nożnej 1966 (eliminacje strefy CONMEBOL)
W eliminacjach do Mistrzostw Świata w Piłce Nożnej 1966 strefy CONMEBOL wzięło udział 9 drużyn, które zostały podzielone na 3 grupy. zwycięzcy grup awansowali do finałow.

## Przebieg eliminacji

### Grupa 1
| LP | Drużyna   | Pkt | M | W | R | P | G+ | G− | +/− |
| -- | --------- | --- | - | - | - | - | -- | -- | --- |
| 1  | Urugwaj   | 8   | 4 | 4 | 0 | 0 | 11 | 2  | +9  |
| 2  | Peru      | 4   | 4 | 2 | 0 | 2 | 8  | 6  | +2  |
| 3  | Wenezuela | 0   | 4 | 0 | 0 | 4 | 4  | 15 | −11 |

| 16 maja 1965 | Peru · Victor Zegarra 38' (k) | 1:0raport | Wenezuela | Nacional, Lima Widzów: 43 990 Sędzia: Adolfe Molina Reginato |
|              |                               |           |           |                                                              |

| 23 maja 1965 | Urugwaj · Pedro Rocha 18' · Héctor Silva 23', 52', 68' · Danilo Meneses 61' | 5:02:0raport | Wenezuela | Estadio Centenario, Montevideo Widzów: 16 439 Sędzia: Jose Dimas Larrosa |
|              |                                                                             |              |           |                                                                          |

| 30 maja 1965 | Wenezuela · Argenis Tortolero 40' | 1:31:1raport | Urugwaj · 10', 47' Pedro Rocha · 88' Héctor Silva | Olímpico, Caracas Widzów: 12 649 Sędzia: Roberto Goicoechea |
|              |                                   |              | kartki: · ?' William Martínez                     |                                                             |

| 2 czerwca 1965 | Wenezuela · Rafael Santana 30' · Jose Ravelo 46' · Frederic Elie 89' | 3:61:3raport | Peru · 10' Nemesio Mosquera · 40', 81' Luis Zavala · 43', 62', 70' Pedro Pablo León | Olímpico, Caracas Widzów: 6245 Sędzia: Jose Antonio Sundheim |
|                |                                                                      |              |                                                                                     |                                                              |

| 6 czerwca 1965 | Peru                       | 0:10:0raport | Urugwaj · 78' José Urrusmendi                           | Nacional, Lima Widzów: 44 033 Sędzia: Claudio Larrain Vicuña |
|                | kartki: · Héctor Chumpitaz |              | kartki: · Roberto Gil · Vladas Douksas · Danilo Meneses |                                                              |

| 13 czerwca 1965 | Urugwaj · Héctor Silva 10' · Pedro Rocha 64' | 2:11:1raport | Peru · 2' Jesus Pelaez      | Estadio Centenario, Montevideo Widzów: 58 413 Sędzia: Armando Marques |
|                 | kartki: · José Urrusmendi ?'                 |              | kartki: · ?' Rodolfo Gusman |                                                                       |

### Grupa 2
| LP | Drużyna  | Pkt | M | W | R | P | G+ | G− | +/− |
| -- | -------- | --- | - | - | - | - | -- | -- | --- |
| 1= | Chile    | 5   | 4 | 2 | 1 | 1 | 12 | 7  | +5  |
| 1= | Ekwador  | 5   | 4 | 2 | 1 | 1 | 6  | 5  | +1  |
| 3  | Kolumbia | 2   | 4 | 1 | 0 | 3 | 4  | 10 | −6  |

O awansie zadecydował mecz dodatkowy.
| 20 lipca 1965 | Kolumbia | 0:1raport | Ekwador · 17' Washington Muñoz | Municipal, Barranquilla Widzów: 10 175 Sędzia: Enrique Montes Pedraza |
|               |          |           |                                |                                                                       |

| 25 lipca 1965 | Ekwador · Enrique Raymondi 55', 75' | 2:00:0raport | Kolumbia | Modelo, Guayaquil Widzów: 48 457 Sędzia: Luis Spinetto |
|               |                                     |              |          |                                                        |

| 1 sierpnia 1965 | Chile · Leonel Sánchez 6' · Eugenio Mendez 7', 69' · Alberto Fouillioux 25', 66' · Carlos Campos 41' · Ignacio Prieto 57' | 7:24:0raport | Kolumbia · 83', 88' Hermenegildo Segrera | Nacional, Santiago Widzów: 71 152 Sędzia: Enrique Montes Pedraza |
|                 | |              |                                          |                                                                  |

| 7 sierpnia 1965 | Kolumbia · Antonio Rada 71' (k), 86' | 2:00:0raport | Chile | Municipal, Barranquilla Widzów: 4401 Sędzia: Rodolfo Isasia Rica |
|                 |                                      |              |       |                                                                  |

| 15 sierpnia 1965 | Ekwador · Alberto Spencer 14' · Enrique Raymondi 85' | 2:21:1raport | Chile · 40' Carlos Campos · 57' Ignacio Prieto | Modelo, Guayaquil Widzów: 50 041 Sędzia: Eunápio de Queiroz |
|                  |                                                      |              | kartki: · 77' Orlando Aravena                  |                                                             |

| 22 sierpnia 1965 | Chile · Leonel Sánchez 10' · Rubén Marcos 63' · Alfonso Quijano 78' (sam.) | 3:11:1raport | Ekwador · 36' Alberto Spencer | Nacional, Santiago Widzów: 73 102 Sędzia: Jose Maria Codesal |
|                  |                                                                            |              |                               |                                                              |

#### Mecz dodatkowy
| 12 października 1965 | Chile · Leonel Sánchez 15' · Rubén Marcos 40' | 2:12:0raport | Ekwador · 90' Romulo Gomez                          | Nacional, Lima Widzów: 44 864 Sędzia: Roberto Goicoechea |
|                      |                                               |              | kartki: · Alfonso Quijano · ?', 85' Alberto Spencer |                                                          |

### Grupa 3
| LP | Drużyna   | Pkt | M | W | R | P | G+ | G− | +/− |
| -- | --------- | --- | - | - | - | - | -- | -- | --- |
| 1  | Argentyna | 7   | 4 | 3 | 1 | 0 | 9  | 2  | +7  |
| 2  | Paragwaj  | 3   | 4 | 1 | 1 | 2 | 3  | 5  | −2  |
| 3  | Boliwia   | 2   | 4 | 1 | 0 | 3 | 4  | 9  | −5  |

| 25 lipca 1965 | Paragwaj · Vicente Rodriguez 24' · Juan Carlos Rojas 72' | 2:01:0raport | Boliwia | Olimpia, Asunción Widzów: 18 398 Sędzia: Jose Antonio Sundheim |
|               |                                                          |              |         |                                                                |

| 1 sierpnia 1965 | Argentyna · Ricardo Gonzalez 14' (sam.) · Ermindo Ángel Onega 25' · Luis Alfredo Artime 36' | 3:0raport | Paragwaj | River Plate, Buenos Aires Widzów: 63 817 Sędzia: Pablo Victor Vaga |
|                 |                                                                                             |           |          |                                                                    |

| 8 sierpnia 1965 | Paragwaj | 0:0raport | Argentyna | Olimpia, Asunción Widzów: 20 763 Sędzia: Antonio Viug |
|                 |          |           |           |                                                       |

| 17 sierpnia 1965 | Argentyna · Raúl Emilio Bernao 3', 57' · Ermindo Ángel Onega 24' (k), 25' | 4:13:0raport | Boliwia · 50' Rolando Vargas  | River Plate, Buenos Aires Widzów: 56 173 Sędzia: Esteban Marino |
|                  |                                                                           |              | kartki: · 79' Ausberto García |                                                                 |

| 22 sierpnia 1965 | Boliwia · Ramiro Quevedo 29' · Fortunato Castillo 75' | 2:11:1raport | Paragwaj · 30' Celino Mora | Hernando Siles, La Paz Widzów: 7000 Sędzia: Eduardo Rendom Villacis |
|                  |                                                       |              |                            |                                                                     |

| 29 sierpnia 1965 | Boliwia · José Manuel Ramos Delgado 35' (sam.) | 1:2raport | Argentyna · 32', 39' Luis Alfredo Artime | Hernando Siles, La Paz Widzów: 9690 Sędzia: Angeles Rivero |
|                  |                                                |           |                                          |                                                            |